# Inquisição Peruana

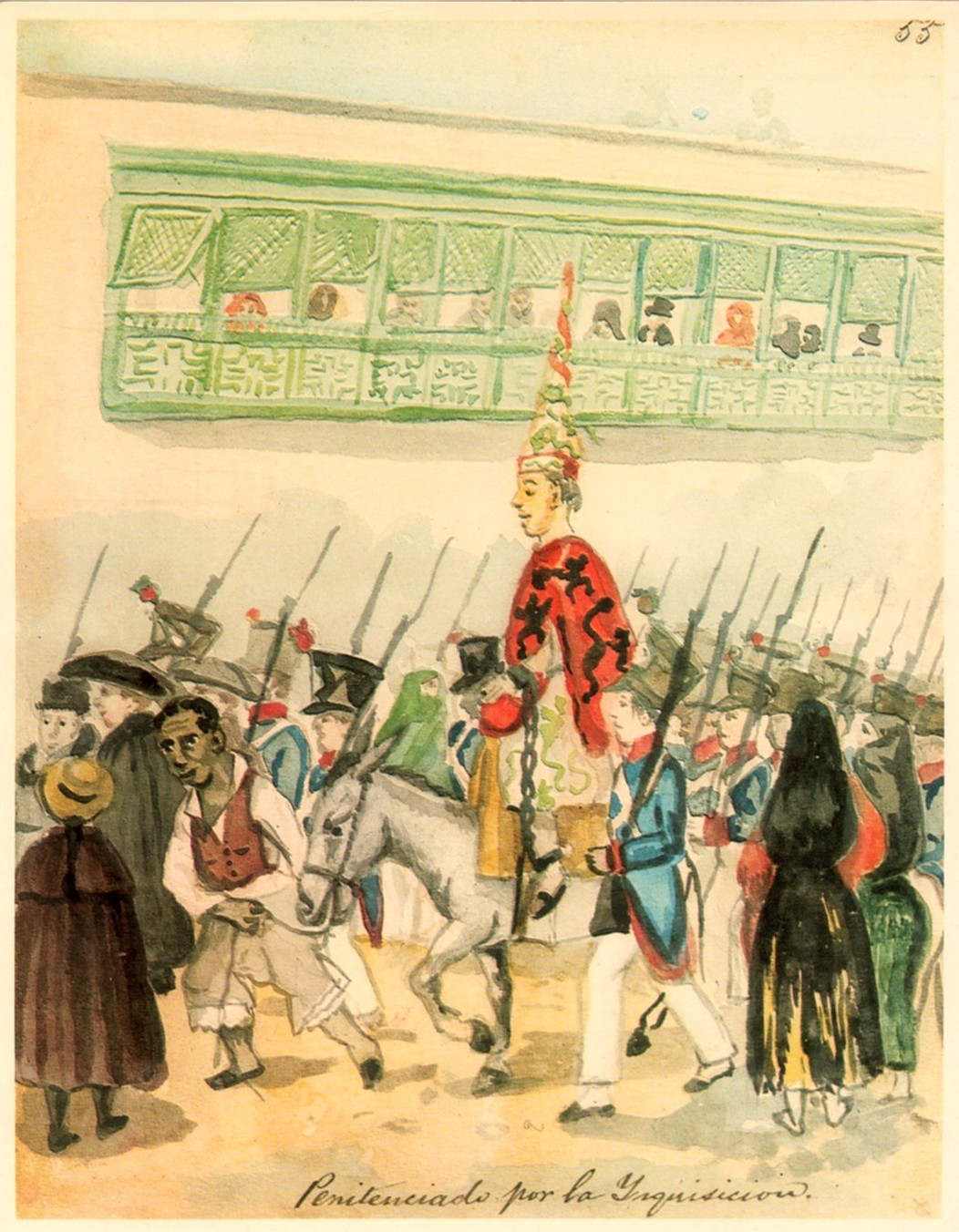
Uma pintura em aquarela de Francisco Fierro ilustrando um indivíduo mantido pela Inquisição e sendo desfilado pelas ruas de Lima

A Inquisição Peruana foi criada em 9 de janeiro de 1570 e terminou em 1820. O Santo Ofício e o tribunal da Inquisição estavam localizados em Lima, o centro administrativo do Vice-Reino do Peru.
Ao contrário da Inquisição Espanhola e da Inquisição Medieval, na Inquisição Peruana, as autoridades e a igreja dependiam da aprovação da Coroa para exercer jurisdição.
Embora os povos indígenas estivessem originalmente sujeitos à jurisdição dos inquisidores, eles acabaram sendo removidos do controle e não foram vistos como totalmente responsáveis pelo desvio da fé. Eles ainda estavam sujeitos a julgamento e punição pela inquisição. Aos olhos da igreja, os indígenas eram vistos como gente sem razão; indivíduos sem razão.
Como resultado, seus julgamentos foram separados de outros casos de inquisição. Apesar disso, ainda não impediu que outras pessoas de descendência não indígena fossem acusadas de outros crimes que eram contra a Igreja. Esses crimes podem variar de heresia, feitiçaria, bruxaria e outras práticas supersticiosas.
Em 1813, foi abolido pela primeira vez em virtude de um decreto de Cortes. Em 1815, foi reconstituída, mas o alvo agora eram as ideias dos Enciclopedistas franceses e textos semelhantes, e a maioria das pessoas acusadas de crimes recebeu apenas liberdade condicional. Com a promoção do maçom José de la Serna ao vice-reinado, que coincidiu com a ascensão da facção nacionalista (enquanto as duas facções se preparavam para lutar entre si na Guerra da Independência do Peru), a Inquisição foi encerrada por vontade própria.